# Embalse de Bao
El embalse de Bao (en gallego: encoro do Vao) es una infraestructura hidrológica construida en el río Bibey, cerca de la aldea de Bao, en el municipio de El Bollo, provincia de Orense, Galicia, España.
Está previsto que Iberdrola construya una central hidroeléctrica reversible de 1800 MW entre el embalse del Cenza (superior) y el embalse de Bao (inferior). Esto permitirá que se genere energía eléctrica dejando caer las aguas del embalse del Cenza (superior) hasta el embalse de Bao (inferior) y gastar el excendente de energía eléctrica que sobre en el sistema eléctrico español para subir de nuevo el agua desde el embalse de Bao (inferior) hasta el embalse del Cenza (superior), de modo que la energía eléctrica se pueda producir o almacenar dependiendo de la demanda energética. Esto hará del embalse del Cenza una especie de "batería" o reserva de energía, pues la energía hidráulica es la única energía renovable que permite el almacenamiento. El agua se puede almacenar, el sol y el viento no.